# Grammia strigosa
Grammia strigosa là một loài bướm đêm thuộc phân họ Arctiinae, họ Erebidae.